# 自由空間光通信

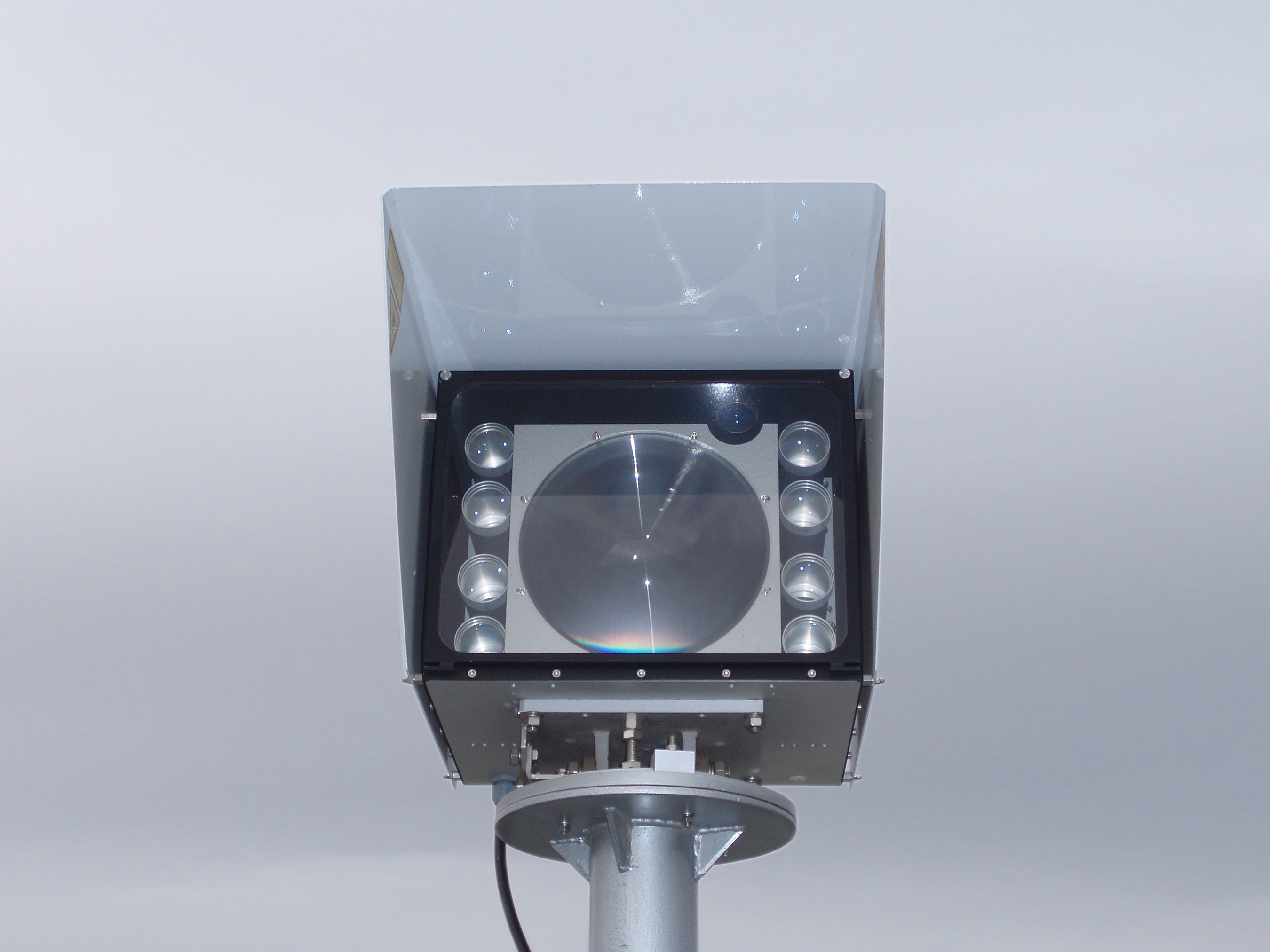
这是 8 光束的自由空间光学激光链路，其额定值为 1 Gbit/s。中间的大透镜是接收器，较小的透镜是发射器。其右上角有一个单筒望远镜，用于对齐左右两头的发射器。

自由空间光通信（ FSO ）是一种光通信技术，它利用光在自由空间中传播的方式，以无线通讯的形式传输数据，被用于电信或计算机网络中。 “自由空间”是指空气、外空间、真空或类似的空间。它与使用光纤电缆等实体形成的通信技术有所不同。
该技术在高成本或一些不切实际的物理连接的情况下很有效。

## 用途和技术
可以使用红外激光在自由空间内实现点对点的光学链路，尽管使用LED可以实现短距离的低数据速率通信。红外通讯(IrDA) 技术是一种非常简单的自由空间内的光学通信形式。在通信方面，自由空间光学通信技术被视为光学无线通信应用中的一部分。自由空间光学也可用于航天器之间的通信。 

## 工程细节
通常此项技术有如下的最佳使用场景：
- 以快速以太网或千兆以太网速度，在校园内建立不同局域网之间的连接
- 城市中的不同局域网之间连接，使其构成一个城域网
- 透过发送者和接收者之间的非他们所有的公共道路障碍
- 快速光纤高带宽网络接入业务交付
- 融合语音数据的连接
- 临时网络安装（用于活动或其他目的）
- 灾难恢复时来快速重建高速连接网络
- 作为现有无线技术的替代或升级
  - 与自动瞄准节点系统结合使用，为其提供强有力的支撑，可以支撑在汽车或笔记本电脑行驶或移动时的网络服务。或者使用自动瞄准节点与其他节点创建网络间的连接。
- 作为重点光纤连接的安全附件（冗余）
- 用于航天器之间的通信，包括卫星星座中的卫星单元
- 用于芯片间和芯片内的通信[2]

## 延伸阅读
- Christos Kontogeorgakis.  (Thesis论文). Virginia Polytechnic Institute and State University. May 1997  [2022-11-27]. （原始内容存档于2022-11-27）. Master's Thesis
- Heinz Willebrand & Baksheesh Ghuman. . SAMS. December 2001. （原始内容存档于2012-06-22）.
- Moll, Florian. . SPIE Newsroom. December 2013. doi:10.1117/2.1201311.005189.
- David G. Aviv. . ARTECH HOUSE. 2006. ISBN 978-1-59693-028-5.